# Florinel Butnaru
Florinel Butnaru (n. 7 aprilie 1959

) este un senator român, ales în legislatura 2012-2016. În 2013, Florinel Butnaru a demisionat din PP-DD și s-a înscris la PSD.

## Controverse
La data de 18.02.1987, Florinel Butnaru, aflat la momentul respectiv în detenție la penitenciarul Poarta Albă, a semnat un Angajament cu Securitatea luând numele conspirativ "Radu" conform CNSAS. Nu a fost identificată nicio informație transmisă de către acesta către Securitate.
Florinel Butnaru a susținut că a fost arestat în 1987 fiindcă dorea să fugă din România.